# アンソニー・クレモンズ
アンソニー・チャールズ・クレモンズ（Anthony Charles Clemmons, 1994年8月15日 - ）は、アメリカ合衆国ミシガン州ランシング出身のプロバスケットボール選手。B.LEAGUEの越谷アルファーズに所属している。ポジションはポイントガード。カザフスタンに帰化している。

## 経歴

### カレッジ
アイオワ大学ではジェロード・ユトフとチームメイトだった。4年間プレーし、通算で平均8.9得点・3.7アシストを記録した。

### ヨーロッパリーグなど
2016年のNBAドラフトでは指名がなく、オーストリアのBCウィーンと契約してプロデビュー。2016-17シーズンは平均17.9得点・4.7リバウンド・4.5アシストを記録した。
2017年6月にBCアスタナと契約した。2018-19シーズンは平均13.4得点・3.4リバウンド・5.5アシストを記録した。
2019年7月17日にASモナコと契約した。2019-20シーズンは平均10.6得点・2.4アシストを記録した。
2020年7月2日にKKイゴケアと契約した。22020-21シーズンは平均11.2得点・2.3リバウンド・4.5アシスト・1.3スティールを記録した。
2021年7月28日にディナモ・サッサリと契約し、6試合に出場した。その後、11月10日にトルコ・テレコムと契約した。
2022年4月21日にCBサンパブロ・ブルゴスと契約した。6月15日にはブルサスポルと契約した。

### サンロッカーズ渋谷
2023年6月29日にB.LEAGUEのサンロッカーズ渋谷と契約した。　

### 越谷アルファーズ
2025年5月29日にB.LEAGUEの越谷アルファーズと契約した。　

## 代表歴
カザフスタンに帰化しており、2023年FIBAバスケットボール・ワールドカップのアジア予選にカザフスタン代表で出場した。